# Gare de Lynn
 (mai 2021).
La gare de Lynn (signée Central Square – Lynn ) est une gare de transport en commun du centre-ville de Lynn, dans le Massachusetts. Elle se trouve sur la ligne MBTA Commuter Rail Newburyport / Rockport et est une plaque tournante pour le système de bus MBTA. La gare se compose d'une plate-forme d'îlot central unique desservant les deux voies de la station sur une pente élevée. Un grand parking est intégré à la structure de la gare.
Le service sur le chemin de fer Eastern via Lynn a commencé le 27 août 1838. La station en bois d'origine a été remplacée par une structure plus grande en 1848 et la ligne Saugus a commencé à desservir Lynn en 1855. Au cours de la «Grande guerre des dépôts de Lynn», un désaccord local en 1865 au sujet de l'emplacement potential d'une gare de remplacement qui devient une affaire judiciaire majeure. Elle se termina en 1872 avec la construction de gares sur deux sites très rapprochés, même si l'une d'elles fut bientôt démolie. L'autre gare a brûlé en 1889; elle a été remplacée en 1895 par un dépôt avec une grande tour d'horloge.
Le Boston and Maine Railroad (B&M), qui avait acquis le Eastern en 1883, a commencé un projet de séparation de niveau à Lynn en 1909 - dans le cadre d'une tentative d'une quadruple piste pour la ligne entière. Achevé en 1914, il agrandit la gare à quatre voies et deux plates-formes insulaires, la structure construite en 1895 étant modifiée «pas pour le mieux». Il a été remplacé en 1952 par une structure en brique moderniste. Le service de la ligne Saugus a pris fin en 1958; le service sur la ligne principale a été subventionné à partir de 1965 par la Massachusetts Bay Transportation Authority (MBTA).
Le MBTA a ouvert une nouvelle plate-forme d'île accessible en 1992, ainsi qu'un grand parking qui prévoyait une extension jamais réalisée de la ligne bleue . Lynn est également un important point de transfert en bus desservant onze lignes d'autobus MBTA dans la région de la Côte-Nord, y compris des routes menant à Salem, Marblehead, Wonderland et au Liberty Tree Mall ainsi qu'au centre-ville de Boston. En 2003, les lignes d'autobus ont été déplacées vers une voie d'autobus adjacente au garage.

## Histoire

### Origines

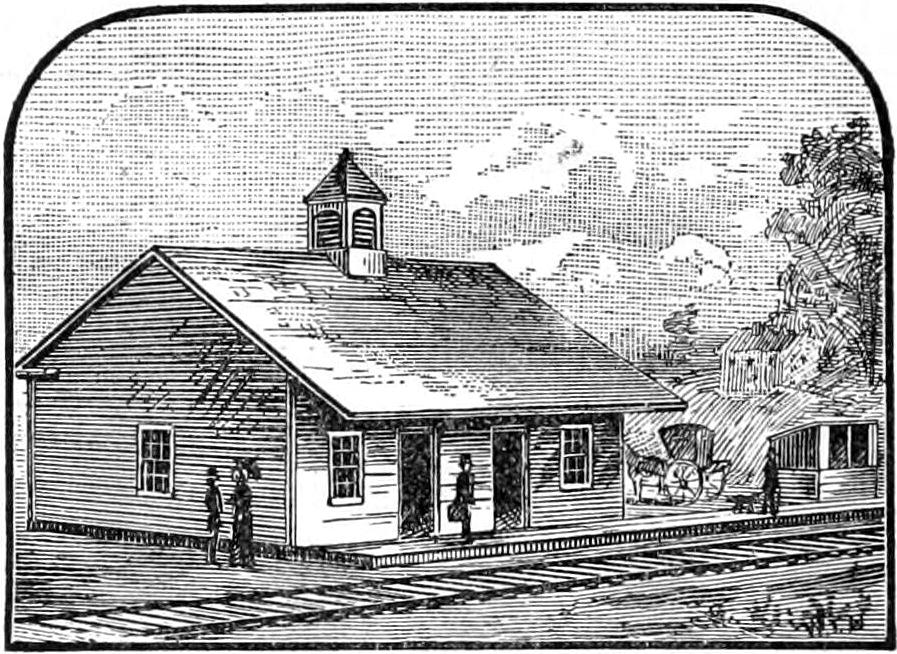
Première image de la gare de 1838

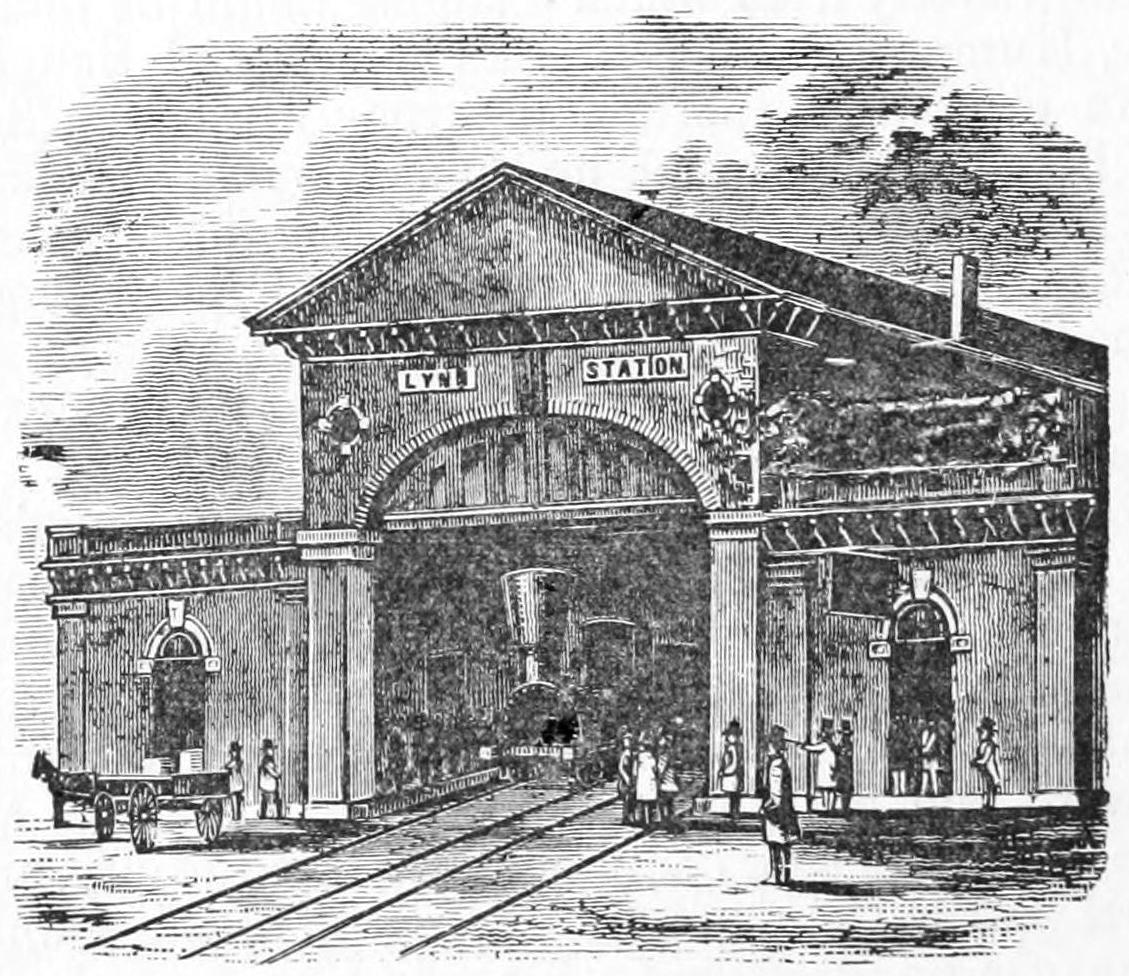
Gravure sur bois de la gare de 1848

Après que les chemins de fer de Boston à Lowell, Worcester et Providence aient été affrétés en 1830 et 1831, des chemins de fer vers d'autres villes environnantes, y compris Newburyport et Portsmouth, ont été proposés. Le chemin de fer de l'Est a été affrété le 14 avril 1836,. Les travaux ont commencé à East Boston à la fin de 1836; il a atteint Lynn au printemps de 1837, mais la construction a été ralentie par la panique de 1837 et n'a atteint Salem qu'en 1838. Le service de Salem à East Boston a commencé le 27 août 1838, avec des tarifs deux fois moins élevés que ceux des diligences concurrentes.
La ligne passant par Lynn a été construite au à la surface. Un certain nombre de gares ont desservi Lynn, y compris une série de stations près de l'emplacement actuel à Central Square ainsi qu'un certain nombre d'autres stations dans la ville. Le premier dépôt situé sur la place centrale, construit en 1838, était un petit bâtiment en bois.
La gare a été le site d'une manifestation précoce contre la discrimination des Afro-Américains dans les transports. Le 29 septembre 1841, le célèbre abolitionniste Frederick Douglass et son ami James N. Buffum (plus tard maire de Lynn ) furent éjectés d'un train de la Eastern Railroad lorsque Douglass refusa de s'asseoir dans le wagon séparé. Les trains ont reçu l'ordre de ne pas s'arrêter à Lynn pendant plusieurs jours, craignant que les citoyens de Lynn ne provoquent des incidents supplémentaires :28.
Le 16 juin 1846, les actionnaires autorisèrent la vente de 450 000 $ de nouvelles actions pour financer diverses succursales ainsi que de nouveaux dépôts à Salem et Lynn. La gare construite en 1838 a été remplacée en 1848 par un bâtiment en brique avec un hangar à 2 voies, inspiré de la gare construite en 1847 à Salem, mais plus petite et sans tours.
En 1845 et 1846, une ligne de Malden à Salem via Saugus et Lynnfield a été proposée mais n'a pas passé la législature en raison des objections amères de l'Eastern Railroad. Au lieu, le chemin de fer Saugus Branch a ouvert de Malden à Lynn Common le 1er février 1853. Affilié au principal rival de l'Eastern, le Boston and Maine Railroad (B&M), il n'avait pas initialement de lien avec l'Eastern. En 1855, l'Eastern a acquis le stock majoritaire du chemin de fer Saugus Branch pour l'éloigner du B&M. La connexion avec le B&M à Malden a été coupée, et elle a été connectée à l'Est à South Malden ( Everett ) et à West Lynn. Lynn est devenu le principal point de retour pour l'embranchement Saugus après 1855, bien qu'un nombre limité de trains aient continué à Salem jusqu'à la Première Guerre mondiale.
Les premiers chevaux ont couru à Lynn en 1854 sous le Lynn and Boston Railroad. Sa ligne passait entre ses villes homonymes; traversant Charlestown sur Chelsea Street, Chelsea et Revere sur Broadway, puis le long du Salem Turnpike jusqu'à Lynn. Le 19 novembre 1888, le circuit Highland Circuit du Lynn & Boston est devenu la première ligne de trolleybus électrifiée du Massachusetts,.

### Grande guerre des dépôts de Lynn

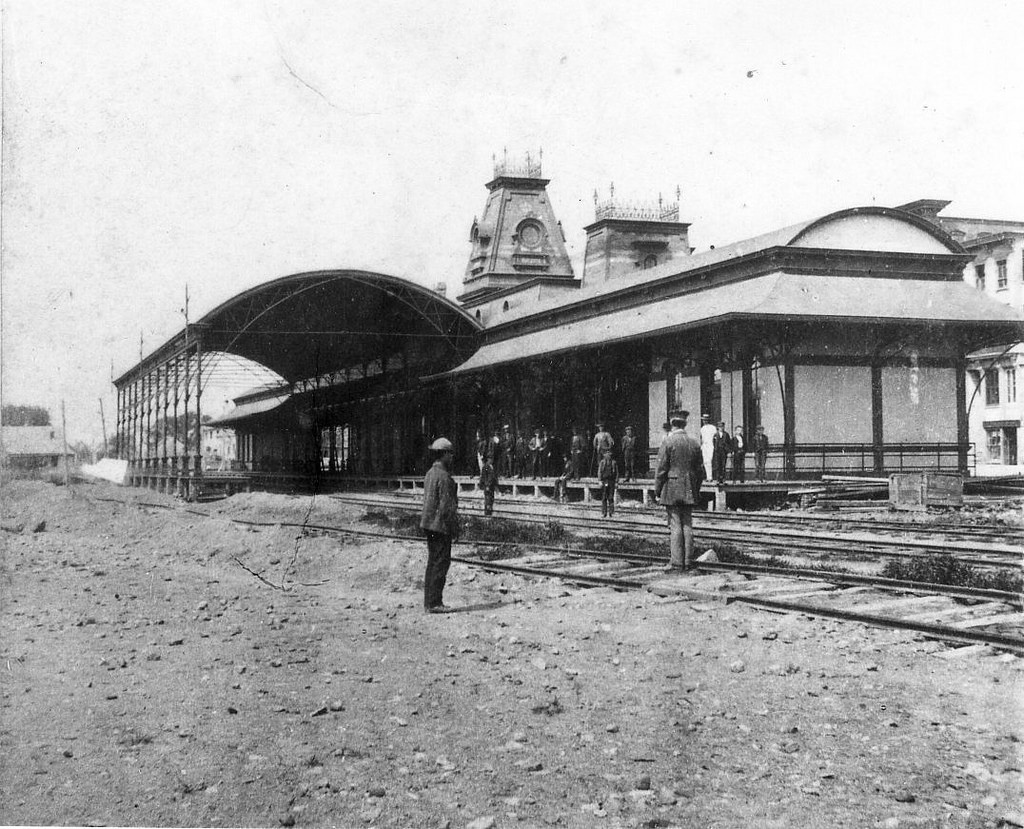
Gare Market Street en construction en 1872

Lorsque le chemin de fer Eastern se prépara à construire un nouveau dépôt en 1865, une grande controverse éclata - un événement connu plus tard sous le nom de «Grande guerre des dépôts de Lynn». Une faction voulait que la gare de remplacement soit construite au même emplacement à Central Square, tandis qu'une autre voulait qu'elle soit construite à Knight's Crossing, un pâté de maisons au sud-ouest de Market Street. La faction de Central Square a été aidée par un projet de loi adopté par la législature du Massachusetts le 29 avril 1865, qui interdisait à un chemin de fer d'abandonner une gare qui était en service depuis plus de cinq ans, ainsi qu'un projet de loi de 1868 qui dirigeait spécifiquement le chemin de fer Eastern de construire la gare de remplacement à Central Square.
Après une affaire qui a atteint la Cour suprême en 1871 et un appel subséquent devant la Cour des États-Unis, une décision a finalement été prise pour construire des gares aux deux endroits. Les gares Central Square et Market Street étaient en service au milieu de 1872, mais il était intenable pour le chemin de fer de desservir deux gares distantes de quelques centaines de mètres l'une de l'autre. La gare de Market Street a été démolie en 1873 et remplacée par un abri en bois qui ne desservait qu'une poignée de trains.
La controverse sur le dépôt a été un revers pour le chemin de fer Eastern dans une ville où les habitants étaient déjà mécontents d'un service médiocre. En 1872, le Boston, Revere Beach et Lynn Railroad (BRB & L) sera cartographié comme un concurrent direct de l'Est; le service a commencé à partir de Market Street en 1875 et a duré jusqu'en 1940,. Le service vers East Boston avait été remplacé par un service direct vers Boston via le Grand Junction Railroad en 1854, mais le service Lynn – East Boston a été exploité de 1872 à 1880 pour concurrencer le BRB & L. En 1880, le service a été coupé à une navette Revere – East Boston, qui a duré jusqu'en 1905.
Des années 1850 aux années 1930 environ, Lynn était le terminus de certains trains de banlieue à courte distance de Boston. De 1881 à 1892, certains de ces trains passaient par l'embranchement de Chelsea Beach pendant l'été.

### L'élévation au niveau de la piste

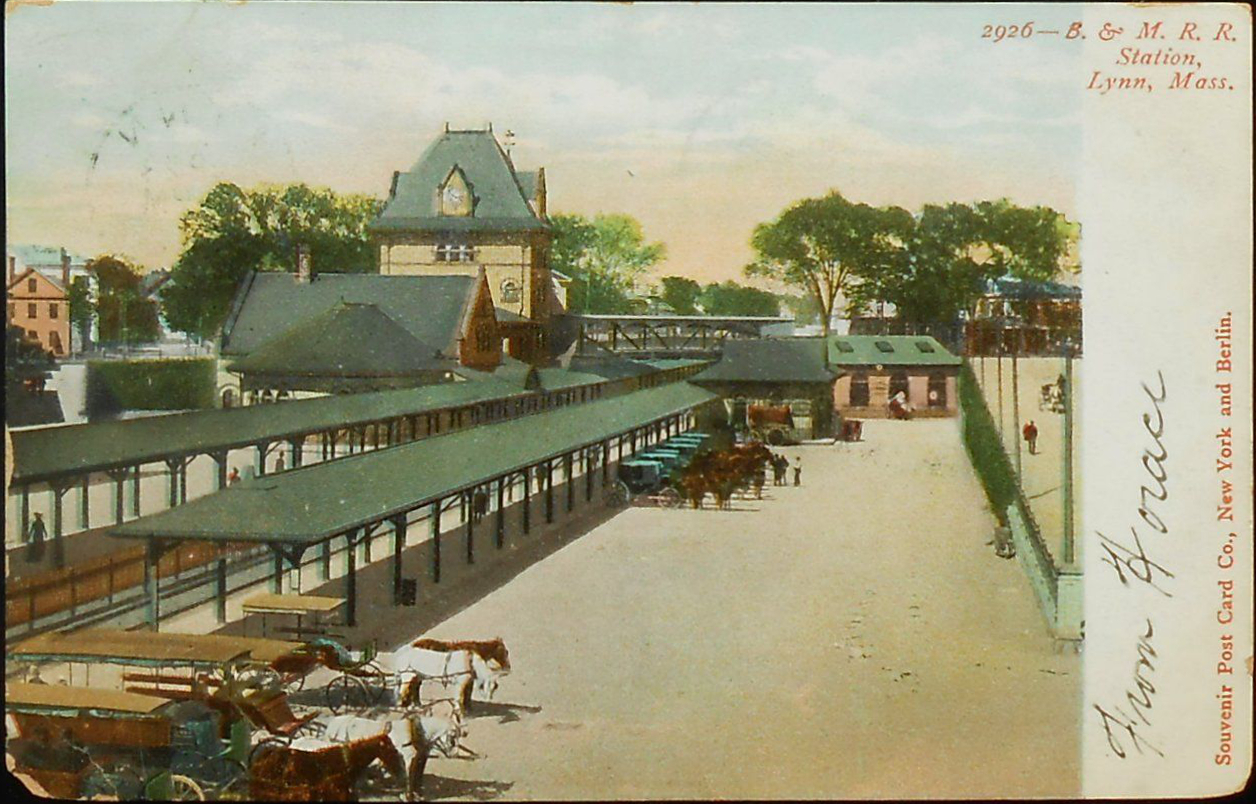
La station construite en 1895 avant le projet de séparation de niveau des années 1910

Le B&M a acquis le chemin de fer Eastern en 1883. La gare de Central Square, construite en 1872, a été gravement endommagée lors du grand incendie de Lynn le 26 novembre 1889, qui a brûlé une grande partie du centre-ville. Le B&M a rapidement érigé une station temporaire sur le site en utilisant une partie de la station endommagée. La construction d'une nouvelle gare a été retardée par l'acquisition de biens immobiliers. Bradford Gilbert a été consulté pour la conception de la nouvelle gare en 1890; après des modifications par les responsables des chemins de fer, une conception de 1892 comprenait une tour d'horloge polygonale et un grand hangar de train.
La construction de la nouvelle gare a finalement commencé au début de 1894. Conçu par l'architecte du B&M Henry B. Fletcher, cette gare était différente des plans précédents. Le bâtiment principal, mesurant 53x150 pieds (16x46m), se trouvait du côté nord des voies à l'ouest de la rue Silsbee; un autre bâtiment de gare mesurant 25 x 150 pieds (7.6x32m) servant les trains en direction est se trouvait du côté sud des voies. Les deux bâtiments étaient construits en brique chamoisée et en pierre brune, avec un sol en marbre et des toits en ardoise. Les deux plates-formes latérales avaient des auvents de 750 pieds (230m) de long en bois avec des toits en ardoise. Le bâtiment de la gare principale avait une tour d'horloge pyramidale carrée, haut de 70 pieds (21m). Ces deux nouveaux bâtiments ont ouvert en mars 1895 pour un coût total supérieur à 100 000 $; l'ancienne gare a été démolie peu de temps après.
Dès 1901, la ville a commencé à planifier l'élimination des nombreux passages à niveau du centre-ville de Lynn. Avec 150 trains par jour sur la ligne principale et 40 sur la branche Saugus, certaines rues ont été bloquées aussi longtemps que la moitié des heures de clarté. Après des problèmes juridiques, la construction d'un viaduc surélevé a commencé en septembre 1909. Cependant, le chemin de fer de New Haven a brièvement pris le contrôle du Boston et du Maine à ce moment-là, et avait l'intention de construire la totalité voies de la ligne à travers Lynn à quatre voies, en conjonction avec des plans comprenant un tunnel ferroviaire possible sous le port. La municipalité avait initialement l'intention de forcer le chemin de fer à abaisser la ligne à quatre voies sous le niveau du sol, mais a par la suite conclu un accord avec le chemin de fer pour modifier le viaduc à deux voies pour quatre voies.
Le plan du New Haven de refaire en quatre voies la ligne jusqu'au point de la division de la ligne secondaire à Salem et Beverly a été contrecarré par les coûts de modification des passages à niveau à Chelsea et du tunnel à voie unique à Salem. La seule voie quadruple à devenir opérationnelle était à la gare de Lynn elle-même, avec deux plates-formes insulaires pour desservir les trains sur toutes les voies. Le dépôt a été modifié «pas pour le mieux» en conjonction avec le projet d'élévation. Bon nombre des travées de pont à quatre voies de Lynn, qui n'ont jamais été utilisées sur le plan opérationnel, sont toujours existantes.

### L'ère B&M

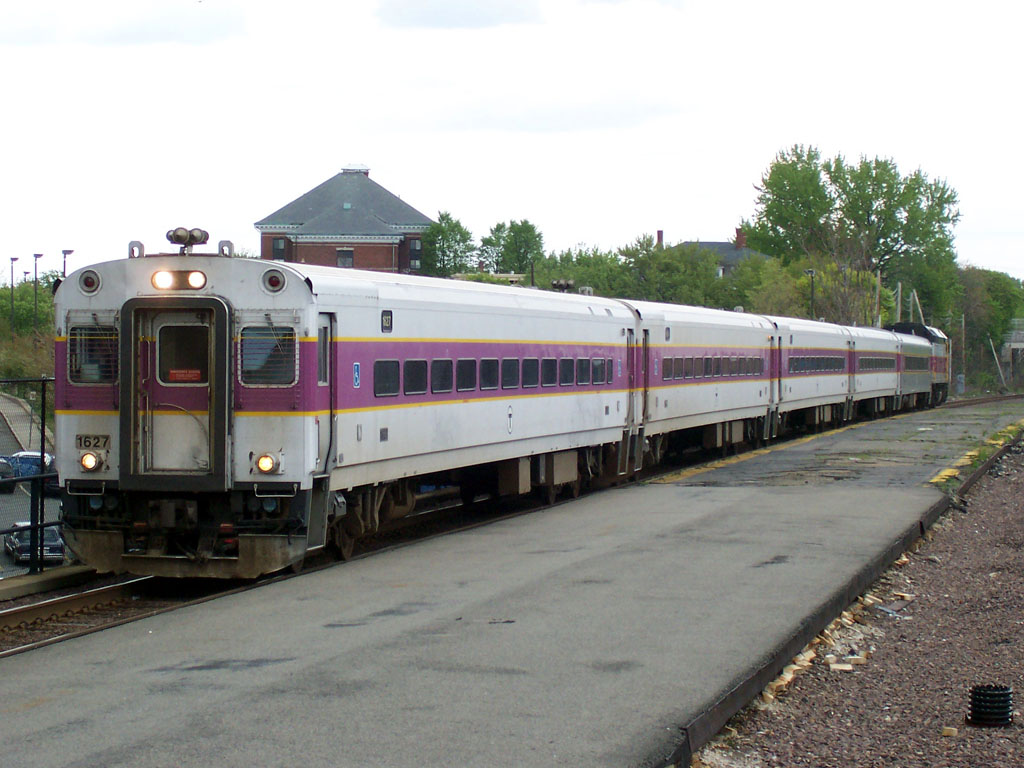
Un train MBTA passe devant l'ancienne plate-forme de l'île d'arrivée construite en 1914

Le service de tramways à Lynn a continué sous le Lynn & Boston jusqu'en 1901, date à laquelle il est devenu une partie du Boston and Northern Street Railway. Au début du 20e siècle, un grand nombre de lignes sillonnaient Lynn, dont un certain nombre desservaient la station. Le Bay State Street Railway a repris les opérations en 1911 et a rejoint le Eastern Massachusetts Street Railway en 1919. Le service à Lynn a duré jusqu'en 1938.
Le Boston and Maine Railroad a construit une nouvelle gare plus moderne en 1952, mais a réutilisé les plates-formes construites en 1914. Ce bâtiment d'un étage, situé sur le côté sud des voies des rues Mt. Vernon et Exchange étaient dans le même style de brique à toit plat que Winchester Center et Wedgemere construits cinq ans plus tard. Le bâtiment était le premier sur le système Boston & Maine à avoir un chauffage par rayonnement, et comprenait également un restaurant et un kiosque à journaux. La gare construite en 1895 a été démolie pour faire place à un parking. Le service de la ligne Saugus a pris fin en mai 1958, laissant le service sur la Eastern Route comme les seuls trains desservant Lynn. À cette époque, les troisième et quatrième voies traversant la gare ont été supprimées en raison de la réduction du trafic, laissant la gare avec effectivement deux plates-formes latérales desservant deux voies.

### Ère MBTA

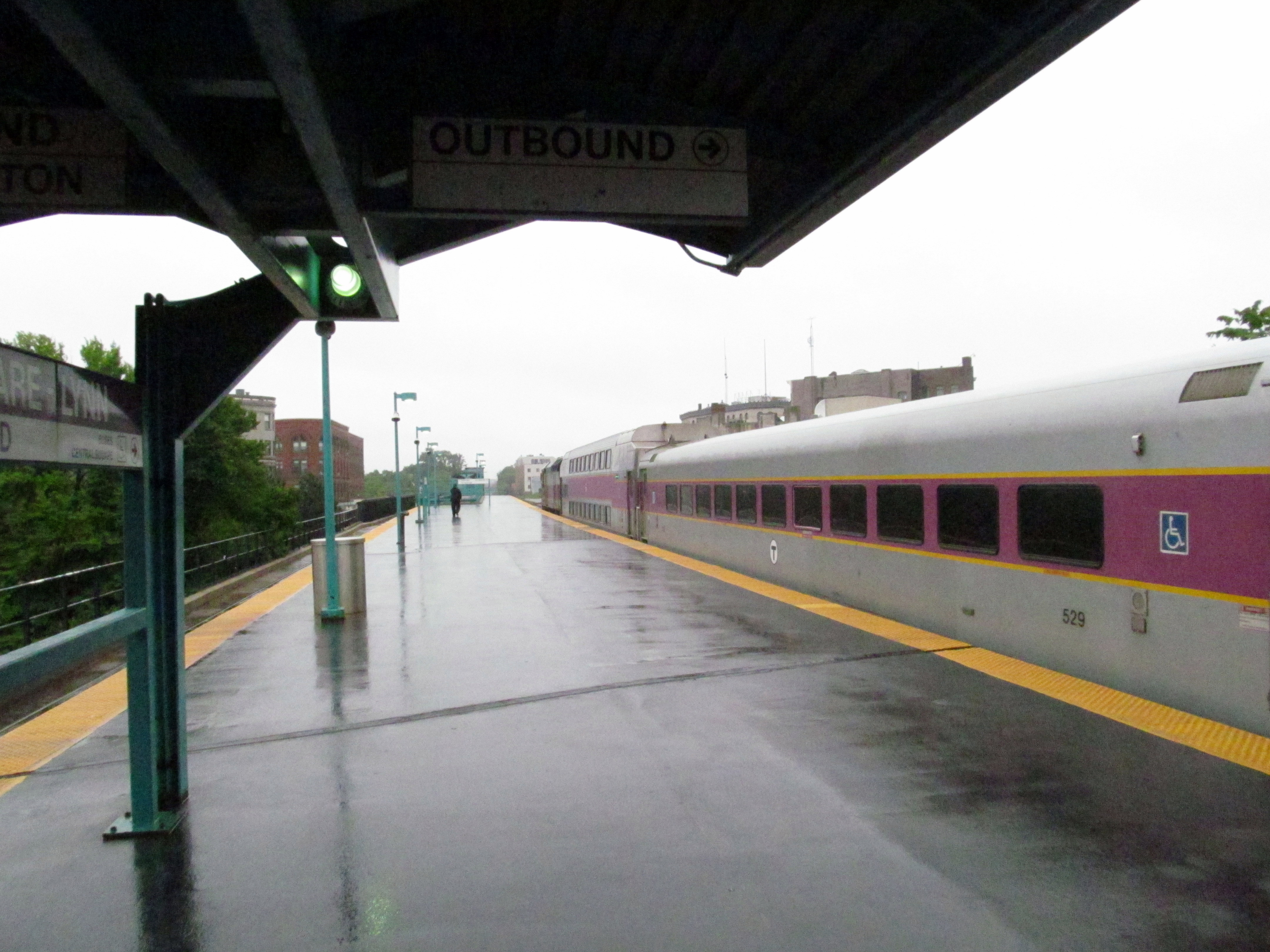
Un train MBTA à la gare moderne

À la fin des années 1980, la gare vieille de près de 40 ans et les anciennes plates-formes s'effondraient. Étant donné que la ligne Newburyport / Rockport n'était plus une voie de dédouanement du fret devant l'usine General Electric à West Lynn, une plate-forme de haut niveau pleine longueur a été construite pour remplacer les plates-formes de 1952. La large plate-forme occupe la largeur d'une ancienne plate-forme d'île plus une fente de voie, avec les deux voies actuelles de la ligne de chaque côté. Une plate-forme long de 1100 pieds (340m) est située à l'ouest des anciennes plates-formes basses, qui existent encore sur le viaduc. Un garage de 1 000 places avec une voie de dépose a été construit sur Market Street; les autobus ont continué à emprunter l'ancienne voie ferrée de la rue Mount Vernon à Central Square. Les entrées de la plate-forme sont disponibles à partir du garage et de la place centrale. L'édifice de 50 millions de dollars a ouvert le 21 janvier 1992. La station a été construite avec deux ascenseurs et un escalier mécanique jusqu'au niveau de la plate-forme. L'escalier mécanique n'était plus fonctionnel en 1995; il a ensuite été muré avec un ascenseur. Avec la paire à Framingham, l'ascenseur restant est l'un des rares sur le système de train de banlieue entretenu par la MBTA, plutôt que par Amtrak ou des agences locales.
En 2003, la MBTA a dépensé un peu moins de 100 000 $ pour réhabiliter le garage détérioré et pour convertir la voie de débarquement en une voie de circulation complète avec abris, bancs et signalisation. La voie d'autobus a ouvert le 9 septembre 2003 et 21 lignes de bus MBTA ont été détournées de Central Square. À la fin de 2005, la MBTA a dépensé 168 000 $ pour les réparations du toit du garage, qui fuyait fréquemment pendant la pluie. La gare de 1992 a été construite avec de nouvelles traverses en béton soutenant les voies reliant la gare, ce qui s'est avéré moins durable que prévu. En septembre 2008, le conseil d'administration de la MBTA a autorisé un projet de remplacement des traverses et de stabilisation des pentes de 1 million de dollars à la station.
En 2015, le garage Lynn affichait le taux d'utilisation le plus bas des garages MBTA, en partie en raison de problèmes de sécurité et en partie parce qu'il avait été construit pour répondre à la demande future de la Blue Line,. En 2011, 20 caméras de sécurité ont été ajoutées à la station en réaction à plusieurs agressions dans le garage.
En août 2016, la MBTA a lancé un projet d'amélioration de 6,1 millions de dollars à la station. Les travaux comprennent l'amélioration du drainage, le remplacement des trottoirs et des pavés, les réparations des escaliers et des ascenseurs, une re-peinture de la structure du garage pour éviter la rouille, les réparations structurelles au garage, un remplacement des joints de dilatation et des réparations de la plate-forme. Il devait être achevé d'ici novembre 2016. En juin 2019, la MBTA prévoit un projet de rénovation de plus de 60 millions de dollars qui comprendra le remplacement des ascenseurs et des plates-formes.
Les stations Lynn et River Works sont passées de la zone tarifaire 2 à la zone 1A (permettant des trajets en métro vers Boston) du 22 au 31 mai 2020 et du 1er juillet 2020 au 30 juin 2021 pour offrir des options de voyage supplémentaires pendant la pandémie COVID- 19 (car fréquence de la plupart des lignes de bus de la série 400 a été réduite) et permettant aussi d'examiner l'impact des changements temporaires de tarifs. Il a été constaté que le changement n'avait détourné que 8 passagers quotidiens vers le train de banlieue, et les stations reviendraient à la zone 2 le 1er juillet 2021.

### Futur

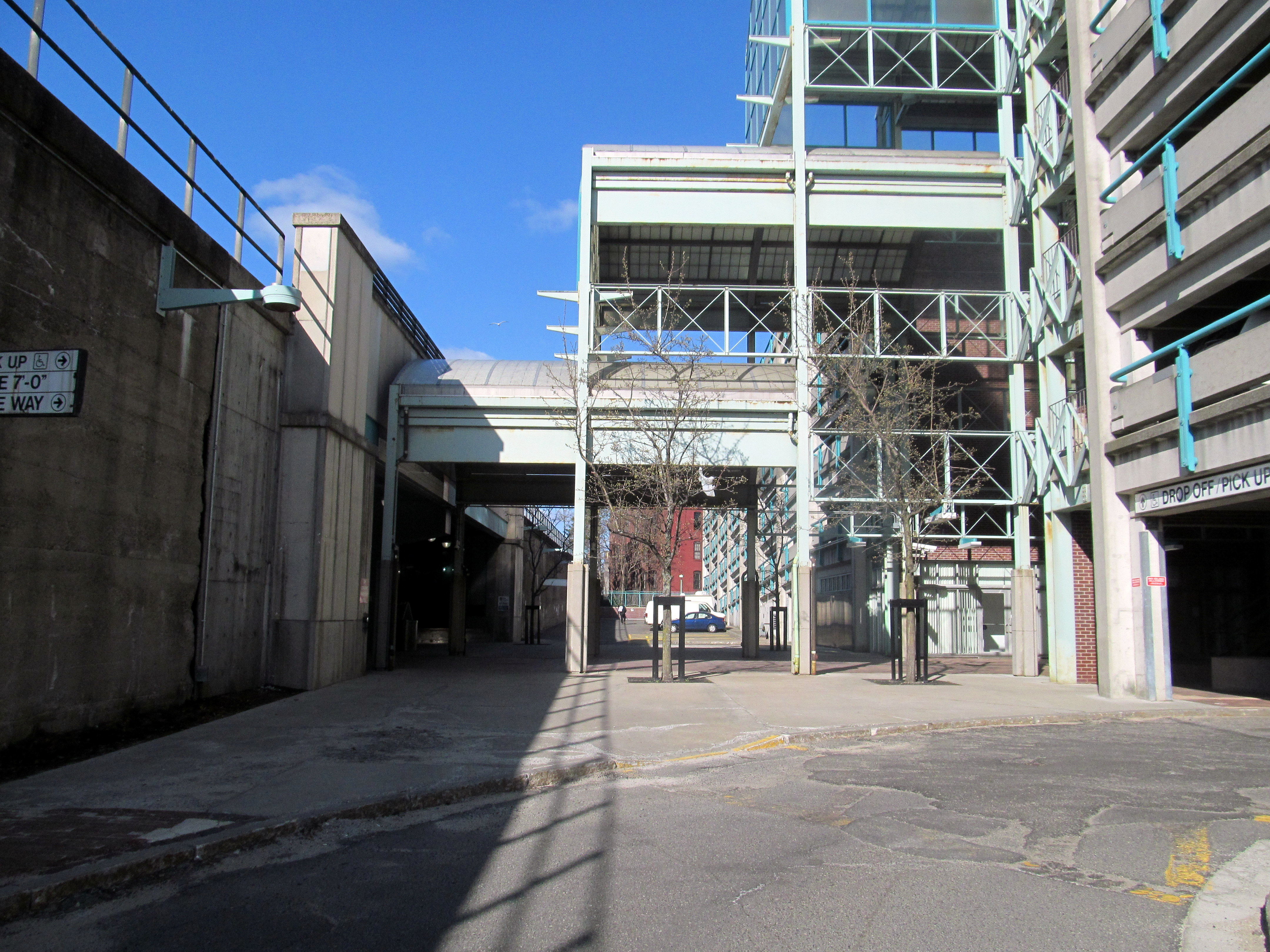
Espace entre le remblai du train de banlieue et le garage pour la plate-forme Blue Line

Lynn est destiné à être le terminus d'une future extension de la MBTA Blue Line, qui amènerait la ligne 4,5 miles supplémentaires de Wonderland vers Revere à Lynn. Cette extension est proposée sous diverses formes depuis plus de 90 ans. Le rapport de 1926 sur l'amélioration des installations de transport et le rapport de la commission Coolidge  de 1945 à 1947 recommandaient que la ligne East Boston Tunnel, qui avait été convertie en transport en commun rapide depuis les tramways en 1924, soit étendue à Lynn via droit de passage de Boston, Revere Beach et Lynn. Depuis que l'extension Revere de 1954 a été interrompue vers Wonderland, une nouvelle extension de Lynn a été prévue. À la suite des études de 1926 et 1945-47, le programme de 1966 pour les transports en commun recommanda que la Ligne bleue soit prolongée jusqu'à Lynn, tandis que le plan de route et de transport en commun recommandé de 1969 proposait que l'extension s'étende jusqu'à Salem . Une extension n'était pas présente dans le rapport final de 1972 de la revue de planification des transports de Boston, mais le plan de transport de 1974 a relancé le projet avec d'éventuelles terminaisons de Lynn, Salem ou même de la route 128 à Peabody. Le rapport de 1978 sur le programme de transport en commun et le plan de transport de 1983 ont tous deux continué à soutenir une extension à Lynn. Malgré les recommandations continues, d'autres projets comme les extensions des lignes rouge et orange ont reçu un financement au lieu de la ligne bleue.
Malgré de nombreuses études sur le projet et les anciens bons d'obligations, il n'y a actuellement aucune source de financement identifiée; en raison des finances limitées de la MBTA, la construction ne devrait pas commencer bientôt. Le garage de stationnement Lynn construit en 1992, conçu pour la capacité requise pour l'extension de la ligne bleue, ne se remplit pas entièrement grâce à la fréquentation des trains de banlieue.

### Autres stations de Lynn

Carte montrant les stations passées et présentes à Lynn

Lynn a également accueilli huit autres stations sur différents sites - dont aucune n'a duré jusqu'à l'ère MBTA - plus une neuvième qui a ouvert ses portes en 1965. Outre ses arrêts du centre-ville, le chemin de fer Eastern a également servi East Lynn de 1880 jusqu'à ce que le service de Marblehead Branch se termine le 14 juin 1959. Des escaliers entre la rue Chatham et le site de la gare existent toujours, bien qu'aucun bâtiment de gare ne subsiste. Le dépôt de 1896 a été démonté en 1912 en vue de la séparation de niveau du centre-ville. Il a été déplacé à Durham, New Hampshire, où il sert maintenant de bar laitier de l'Université du New Hampshire et d'un arrêt de station sur le service Downeaster d'Amtrak. Une station West Lynn était située sur la rue Commercial, à la jonction avec le chemin de fer Saugus Branch, et la rue Green était brièvement située juste à l'est de Central Square,. Ni les bâtiments de West Lynn ni de Green Street ne survivent.
Le Boston, Revere Beach & Lynn desservaient également son propre dépôt Lynn (à un pâté de maisons de la gare Eastern Railroad) à Market Street près de Broad Street, ainsi que sa propre gare West Lynn adjacente à la gare du chemin de fer Eastern juste à l'est de Commercial Street. Aucune des deux stations n'existe encore.
Le service sur le chemin de fer Saugus Branch a commencé de Boston à Lynn (via Malden) en 1853, desservant Central Square et West Lynn ainsi que trois nouvelles gares au nord-ouest de Lynn. Celles-ci comprenaient la station Lynn Common sur Western Avenue, Raddin's Station sur Summer Street et Raddin Grove Avenue, et East Saugus sur Lincoln Avenue à la frontière Saugus / Lynn. Le service passagers de l'embranchement a pris fin en mai 1958; la ligne est maintenant abandonnée et transformée en sentier de randonnée. Aucun des bâtiments de la gare n'a survécu, bien que la station Cliftondale à Saugus soit identique à la station East Saugus.
La station River Works est située à West Lynn sur la ligne Newburyport / Rockport. Ouvert le 9 septembre 1965 sous le nom de GE Works, il est à l'usage exclusif des employés de GE Aviation. La gare de Swampscott, située juste à l'extérieur de Lynn à Swampscott, Massachusetts, dessert également les passagers d'East Lynn.

## Liaisons en bus

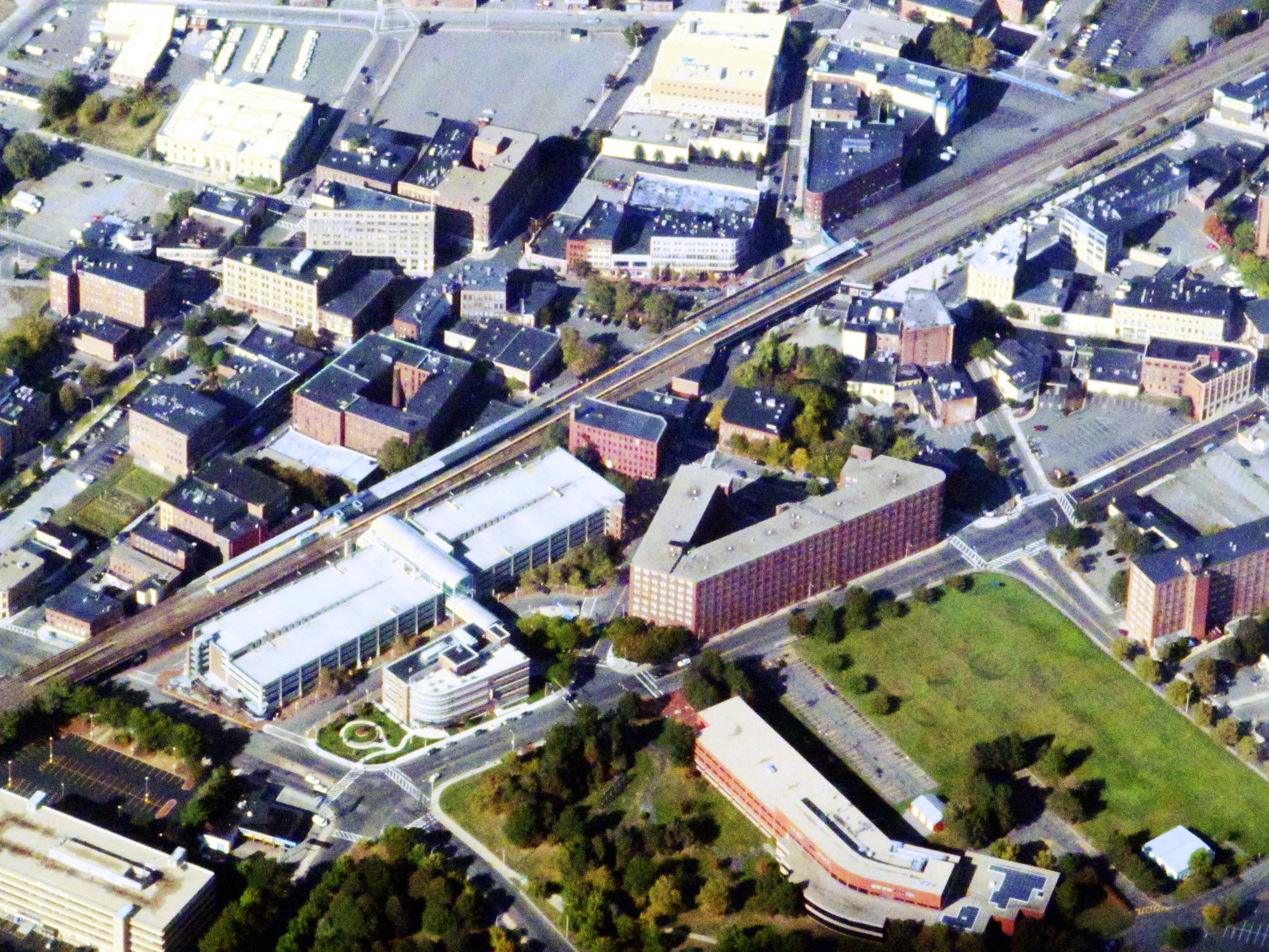
Vue aérienne du centre-ville de Lynn et de la gare de Lynn. Les bus MBTA utilisent la voie ferrée située à côté du parking au centre gauche.

Lynn sert de plaque tournante et de point de transfert majeur pour les lignes d'autobus MBTA desservant la région de la Côte-Nord. Tous les itinéraires mènent à la gare routière de la route 1A, bien que certains s'arrêtent également à Central Square à l'entrée de la rue Exchange.
- 426: Central Square, Lynn–Haymarket station
- 426W: Central Square, Lynn–Wonderland station
- 429: Northgate Shopping Center–Central Square, Lynn
- 435: Liberty Tree Mall–Central Square, Lynn via Peabody Square
- 436: Liberty Tree Mall–Central Square, Lynn via Goodwin Circle
- 439: Nahant–Wonderland station
- 441: Marblehead–Wonderland Station via Paradise Road
- 442: Marblehead–Wonderland station via Humphrey Street
- 455: Salem Depot–Wonderland station
- 456: Salem Depot–Central Square, Lynn